# Cambarus veitchorum
Cambarus veitchorum är en kräftdjursart som beskrevs av J. E. Cooper och M. R. Cooper 1997. Cambarus veitchorum ingår i släktet Cambarus och familjen Cambaridae. IUCN kategoriserar arten globalt som akut hotad. Inga underarter finns listade i Catalogue of Life.